# 佐々井一晁

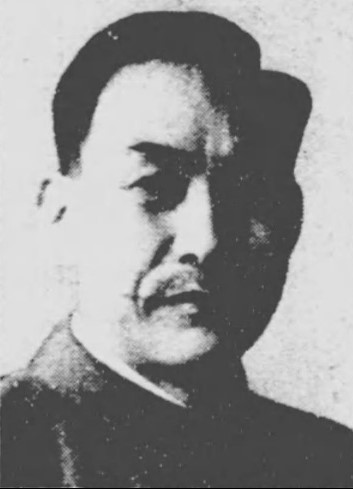
佐々井一晁

佐々井 一晁（ささい いっちょう / かずあきら、1883年（明治16年）2月22日 - 1973年（昭和48年）1月12日）は、日本の政治家。衆議院議員（1期）。本名・佐々井晁次郎。

## 経歴
兵庫県氷上郡、のちの葛野村（現丹波市）で生まれる。1909年神戸市バルモーア英学院高等部卒。卒業後は逓信書記官補、小学校教員、内務省社会局、中央教化団体連合会の各嘱託などを務める。その後、大日本党を組織し、主宰となり、引き続き同党をやまとむすびと改称し、主宰を務めた。1942年の総選挙（いわゆる翼賛選挙）では兵庫5区から非推薦で立候補して当選する。同選挙区では1940年に衆議院で「支那事変処理中心とした質問演説」（いわゆる反軍演説）を行ったために議会を除名された斎藤隆夫も非推薦で立候補してトップ当選し、この選挙区では定員3名のうち2名が大政翼賛会の推薦を受けなかった非推薦の候補が当選した数少ない選挙区となった。当選後は翼賛政治会に入り、大日本政治会を経て、終戦後は無所属倶楽部に加入した。戦後の1946年の第22回衆議院議員総選挙には公職追放のため出馬しなかった。追放解除後の1952年の第25回衆議院議員総選挙では兵庫5区から無所属で立候補したが落選した。1973年死去。

## 著作
- 『満蒙問題の検討』〈教化資料:第110輯〉中央教化団体連合会、1931年。
- 『新日本の理想と姿』日本革新党本部、1939年。
- 『維新魂』大日本党本部、1941年。